# Katona József (úszó)
Katona József (Eger, 1941. szeptember 12. – Dél-Afrika, 2016. december 26.) Európa-bajnok úszó, vízilabdázó, edző.

## Pályafutás
Az Egri Dózsa úszója és vízilabdázója volt. Az 1950-es évek végén és az 1960-as évek elején a magyar úszóválogatott egyik legeredményesebb középtávúszója. Az 1958. évi budapesti Európa-bajnokságon 1500 méteren ezüstérmet, a Katona József, Nyéki Imre, Müller György, Dobai Gyula összeállítású magyar  4 × 200 méteres gyorsváltó tagjaként bronzérmet nyert. 1960 és 1964 között 800 méteren és 1500 méteren összesen hatszor javította meg az Európa-csúcsot. Részt vett az 1960. évi római és az 1964. évi tokiói olimpián. Az 1962. évi lipcsei Európa-bajnokságon ő nyerte a magyar küldöttség egyetlen aranyérmét.
Visszavonulása után a Testnevelési Főiskolán úszó szakedzői oklevelet szerzett és az Egri Dózsa edzője lett. 1982. december 12-étől a Magyarország örökös úszóbajnoka cím tulajdonosa.

## Sporteredményei
- olimpiai 5. helyezett (1960: 1500 m gyors)
- olimpiai 8. helyezett (1964: 1500 m gyors)
- Európa-bajnok (1962: 1500 m gyors)
- Európa-bajnoki 2. helyezett (1958: 1500 m gyors)
- Európa-bajnoki 3. helyezett (1958: 4 × 200 m gyors)
- Európa-bajnoki 5. helyezett (1958: 400 m gyors)
- Universiade 3. helyezett (1965: 400 m gyors)
- tizenháromszoros magyar bajnok
- Európa-csúcsai 
  - 800 m gyors:
    - 1960: 9:22,6

  - 1500 m gyors:
    - 1960: 17:55,2 ; 17:53,5 ; 17:43,7
    - 1964: 17:30,0 ; 17:27,0

## Rekordjai

### 200 m gyors
- 2:06,2 (1962. május 26., Budapest) országos csúcs

### 400 m gyors
- 4:40,8 (1958. augusztus 3., Budapest) ifjúsági országos csúcs
- 4:39,1 (1958. szeptember 2., Budapest) ifjúsági országos csúcs
- 4:34,9 (1960. május 1., Eger) országos csúcs
- 4:32,4 (1960. június 19., Berlin) országos csúcs
- 4:32,3 (1960. július 31., Budapest) országos csúcs
- 4:29,5 (1960. augusztus 30., Róma) országos csúcs
- 4:28,7 (1963. szeptember 20., Budapest) országos csúcs
- 4:24,7 (1964. augusztus 8., Budapest) országos csúcs
- 4:22,0 (1964. szeptember 12., Budapest) országos csúcs

### 800 m gyors
- 9:40,4 (1958. szeptember 6., Budapest) felnőtt és ifjúsági országos csúcs
- 9:38,4 (1960. április 3., Budapest) országos csúcs
- 9:31,2 (1960. május 22., Budapest) országos csúcs
- 9:28,7 (1960. június 18., Berlin) országos csúcs
- 9:22,6 (1960. július 2., Budapest) országos csúcs
- 9:17,6 (1964. augusztus 9., Budapest) országos csúcs
- 9:14,0 (1964. szeptember 13., Budapest) országos csúcs

### 1500 m gyors
- 19:01,7 (1957 szeptember 1., Budapest) ifjúsági országos csúcs
- 18:24,7 (1958. augusztus 17., Budapest) felnőtt és ifjúsági országos csúcs
- 18:13,0 (1958. szeptember 6., Budapest) felnőtt és ifjúsági országos csúcs
- 17:55,2 (1960. június 18., Berlin) országos csúcs
- 17:53,5 (1960. szeptember 2., Róma) országos csúcs
- 17:43,7 (1960. szeptember 3., Róma) országos csúcs
- 17:30,0 (1964. augusztus 9., Budapest) Európa-csúcs
- 17:27,0 (1964. szeptember 13., Budapest) Európa-csúcs

### 200 m pillangó
- 2:22,9 (1962. szeptember 13., Budapest) országos csúcs

### 400 m vegyes
- 5:16,6 (1962. május 6., Budapest) országos csúcs
- 5:11,8 (1962. augusztus 4., Budapest) országos csúcs

## Díjai, elismerései
- Érdemes sportoló (1961)[3]
- A Magyar Népköztársaság Kiváló Sportolója (1962)[4]